# Мондерканж (комуна)
Мондерканж (люксемб. Monnerech, фр. Mondercange, нім. Monnerich) — комуна Люксембургу. Входить до складу кантону Еш-сюр-Альзетт в окрузі Люксембург.

## Географія
Площа території комуни складає 21,40 км² (48-е місце за цим показником серед 116 комун Люксембургу).
Висота найвищої точки комуни над рівнем моря становить 337 метрів (101-е місце за цим показником серед комун країни), найнижчої — 273 метрів (82-е місце).

## Демографія
Станом на 2011 рік на території комуни мешкало 6 227 ос.
Динаміка чисельності населення:

## Адміністративний поділ
До складу комуни входять такі поселення:
| Поселення  | Населення за даними переписів: | Населення за даними переписів: | Населення за даними переписів: |
| Поселення  | на 31.03.1981                  | на 01.03.1991                  | на 15.02.2001                  |
| ---------- | ------------------------------ | ------------------------------ | ------------------------------ |
| Бергем     | 758                            | 1 120                          | 1 474                          |
| Фец        | 285                            | 437                            | 465                            |
| Мондерканж | 2 211                          | 2 587                          | 3 179                          |
| Понтп'єрр  | 709                            | 798                            | 971                            |